# Xantolis stenosepala
Xantolis stenosepala là một loài thực vật có hoa trong họ Hồng xiêm. Loài này được Hồ Tiên Túc (Hu) miêu tả khoa học đầu tiên năm 1938 dưới danh pháp Adinandra stenosepala. Năm 1957, Pieter van Royen chuyển nó sang chi Xantolis.
Loài này sinh sống ở cao độ 1.100-1.800 m tại Tây Song Bản Nạp, tây nam tỉnh Vân Nam (Trung Quốc). Tên gọi trong tiếng Trung là 滇刺榄 (Điền thích lãm).

## Mô tả
Cây gỗ cao 6-15(- 20) m. Vỏ màu nâu ánh xám. Cành con màu xám, có lông măng màu nâu ánh vàng nhạt hoặc nhẵn nhụi. Cuống lá 0,8-1,8 cm; phiến lá hình mác, mác ngược hay hình mác thuôn dài, (5-)7-15 x 2,5–6 cm, gốc lá hình nêm rộng, đỉnh nhọn, gân bên 15-17 đôi. Hoa đơn độc hoặc thành cụm gồm vài hoa. Cuống hoa 6–10 mm, có lông tơ màu xám. Lá đài 5, hình mác, hình trứng-hình mác, hoặc hình trứng, 4-6 x 1,5–3 mm, bên ngoài có lông tơ màu xám, bên trong có lông tơ màu gỉ sắt. Tràng hoa màu trắng, ống tràng ngắn; thùy 5, hình mác, hình trứng-hình mác, hoặc thuôn dài, 5-6,5 x 2-2,5 mm. Nhị 5, dài 3–5 mm, có chùm lông nhung ở mỗi bên tại gốc; nhị lép 5, hình mác, dài khoảng 4 mm, đỉnh nhọn và có râu, rìa có lông dày đặc. Bầu nhụy hình trứng-hình cầu, 1–2 mm, đáy có lông nhung, nhẵn nhụi về phía đỉnh. Vòi nhụy 4–12 mm. Quả màu nâu, hình trứng thuôn dài, 3-4 x 1,7-2,2(- 3) cm, từ có lông tơ màu gỉ sắt tới có lông hay nhẵn nhụi, với đài hoa và vòi nhụy bền, hạt 1(-3). Hạt hình elipxoit, ép dẹp, 2-2,5 x khoảng 1,2 cm, tròn cả hai đầu; sẹo hình thuôn dài hẹp.

## Phân loài và thứ
- Xantolis stenosepala var. brevistylis C.Y.Wu, 1977: Tên gọi trong tiếng Trung là 短柱滇刺榄 (đoản trụ Điền thích lãm). Lá đài hình trứng, 3-4 x 2–3 mm. Các thùy tràng hoa thuôn dài, kích thước khoảng 5 x 2,5 mm. Vòi nhụy 4–7 mm, đáy nhẵn nhụi. Quả gần như nhẵn nhụi. Ra hoa tháng 4. Rừng rậm trong các thung lũng ở cao độ khoảng 1.100 m.[4]
- Xantolis stenosepala var. stenosepala (nguyên chủng): Lá đài hình mũi mác đến hình trứng-hình mũi mác, 4-6 x 1,5–3 mm. Thùy tràng hoa hình mác, khoảng 6,5 x 2 mm. Vòi nhụy 1-1,2 cm. Quả màu gỉ sắt, từ có lông tơ mịn đến có lông tơ. Ra hoa và tạo quả quanh năm. Rừng hoặc xung quanh làng, bản. Ở cao độ 1.100-1.800 m.[5]